# نبيل العناني
نبيل عناني فنان تشكيلي ونحات فلسطيني (مواليد 1943 في حلحول – الخليل). تخرج من كلية الفنون الجميلة في الإسكندرية (قسم التصوير الزيتي).  حاصل على درجة الماجستير في جامعة القدس (الآثار الإسلامية).  يعمل الآن مدرساً في قسم الفنون في جامعة القدس.

## حياته المهنية
- 1975 عضو مؤسس لرابطة الفنانين التشكيليين الفلسطينيين في الضفة والقطاع.
- 1984 عضو في لجنة الأبحاث والتراث الشعبي الفلسطيني في جمعية إنعاش الأسرة، وشارك في كتاب (الأزياء الشعبية الفلسطينية) و(دليل فن التطريز الفلسطيني) وساعد في إقامة المتحف في الجمعية .
- 1985 عمل ضمن طاقم تطوير الحرف اليدوية الفلسطينية في جامعة بيرزيت .
- 1988 عضو جماعة التجريب والإبداع – القدس.
- 1992 عضو مؤسس في مركز الواسطي للفنون – القدس.
- 1999 انتُدِب رئيساً لرابطة الفنانين التشكيليين الفلسطينيين فـي الضفـة والقطاع ولا يزال .

## المعارض الشخصية
- 1972 القدس – قاعة جمعية الشبان المسيحية.
- 1974 رام الله – قاعة النادي الأرثوذكسي.
- 1980 رام الله – قاعة جاليري 79.
- 1985 القدس – قاعة الحكواتي.
- 1992 القدس – قاعة جاليري قناديل .
- 1996 رام الله – قاعة خليل السكاكيني.
- 1997 جنين – قاعة الهلال الأحمر.
- 1997 نابلس – قاعة نادي المدينة.
- 1998 غـزة – قاعة قرية الفنون والحرف.
- 2001 رام الله – مركز خليل السكاكيني (ناس وكراسي).
- 2003 رام الله – مركز خليل السكاكيني (حبر على ورق).

## المعارض الجماعية
- 1975 – 1998 شارك الفنان نبيل العناني، في معظم المعارض الجماعية المحلية .
- 1975 – 1998 شارك في معظم المعارض المشتركة في الخارج : (لندن – أمريكا – الدنمارك – اليابان – المغرب – مصر – الأردن – لبنان – تونس – الشارقة – أسبانيا – ألمانيا – روسيا – النرويج – النمسا – كندا – قطر – إيطاليا – بلجيكا).

## نصب تذكارية
- 1986 تمثال مـن الألمنيوم على واجهة جمعية إنعاش الأسرة، مشاركةً مع الفنان سليمان منصور – البيرة.
- 1987 جدارية عن الانتفاضة ، على واجهة أحد مباني كلية مجتمع المرأة – رام الله.
- 1993 تمثال من الحديد، في حديقة كوكب أبو الهيجاء – الجليل.
- 1998 جدارية بطول خمسة أمتار، في مبنى الوطنية للتأمين / البيرة.
- 2002 تمثال الحرية في رام الله، وهو يمثل الأوضاع السياسية للفلسطينيين.
- 2003 تمثال من الحديد، بارتفاع 2.30 م.